# Jamal Rashid
Jamal Rashid Abdulrahman Yusuf (arabisch جمال راشد عبد الرحمن يوسف, DMG Ǧamāl Rāšid ʿAbd ar-Raḥmān Yūsuf; * 7. November 1988 in Muharraq) ist ein bahrainischer Fußballspieler.

## Karriere

### Verein
Zur Saison 2006/07 stieß er fest aus der U19 in die erste Mannschaft von al-Ahli vor. Gemeinsam mit der Mannschaft erreichte er mehrfach Endspiele und höhere Positionen in der Meisterschaft, jedoch gelang ihm dann erst in der Saison 2009/10 erstmals mit seinem Team Meister zu werden. Nach einer kurzen Zwischenstation danach bei al-Riffa, wandte er sich aber schnell wieder al-Ahli zu und wechselte danach schließlich im September 2011 erstmals in Ausland, wo er nun im Oman beim Dhofar Club unterschrieb. Hier gewann er mit dem Klub dann auch den Pokal.
Nach einer weiteren kurzen Zwischenstation zurück in seinem Heimatland beim Bahrain SC, kehrte er aber im Mai 2012 schon wieder in den Oman zurück und schloss sich dort al-Nahda an. Nach einer ordentlichen Saison mit sechs erzielten Toren, folgte dann am Ende der Spielzeit 2013/14 dann hier die Meisterschaft mit dem Klub. Danach kehrte er ein drittes Mal in seine Heimat zurück und schloss sich diesmal dem Muharraq Club an, wo er nun in den nächsten Jahren zwei weitere Meisterschaften und Pokalsiege einfahren konnte. Zudem nahm er mit der Mannschaft auch mehrfach am AFC Cup teil.
Seit der Spielzeit 2020/21 steht er nun wieder im Kader von al-Ahli.

### Nationalmannschaft
Seinen ersten bekannten Einsatz im Trikot der bahrainische A-Nationalmannschaft hatte er am 4. Oktober 2017, wo er bei einem 3:1-Freundschaftsspielsieg über Singapur in der Startelf stand. Nach weiteren Freundschafts- und Qualifikationsspielen für die WM 2010 im folgenden Jahr, nahm er dann auch ab Anfang 2009 an der Qualifikation für die Asienmeisterschaft 2011 teil. Nebst weiteren Freundschaftsspielen folgten dann auch Einsätze von ihm bei der Westasienmeisterschaft 2010. Im Jahr 2011 folgte dann noch einmal ein Einsatz bei einem Freundschaftsspiel für ihn.
In den nächsten Jahren kam er dann so nur sporadisch zu Einsatzzeit. So kam er nur bei einem Freundschaftsspiel im März 2013 als auch im Juni 2015 zum Einsatz. Erst ab Juni 2017 folgten dann wieder konsistent Einsätze für ihn, auch bei der Qualifikation für die Asienmeisterschaft 2019. Sein erstes Turnier seit langem war dann der Golfpokal 2017, wo er in den drei Gruppenspielen zum Einsatz kam. Bei der Asienmeisterschaft 2019, war er dann auch Teil des Kaders bei der Endrunde und erreichte mit seinem Team das Achtelfinale, in welchem er auch eingesetzt wurde.
Danach folgte dann wieder über drei Jahre kein weiterer Einsatz für ihn in der Nationalmannschaft. Sein letztes Spiel bislang, war nun ein 2:0-Freundschaftsspielsieg über Myanmar am 27. Mai 2022.